# Dolina Małej Łąki

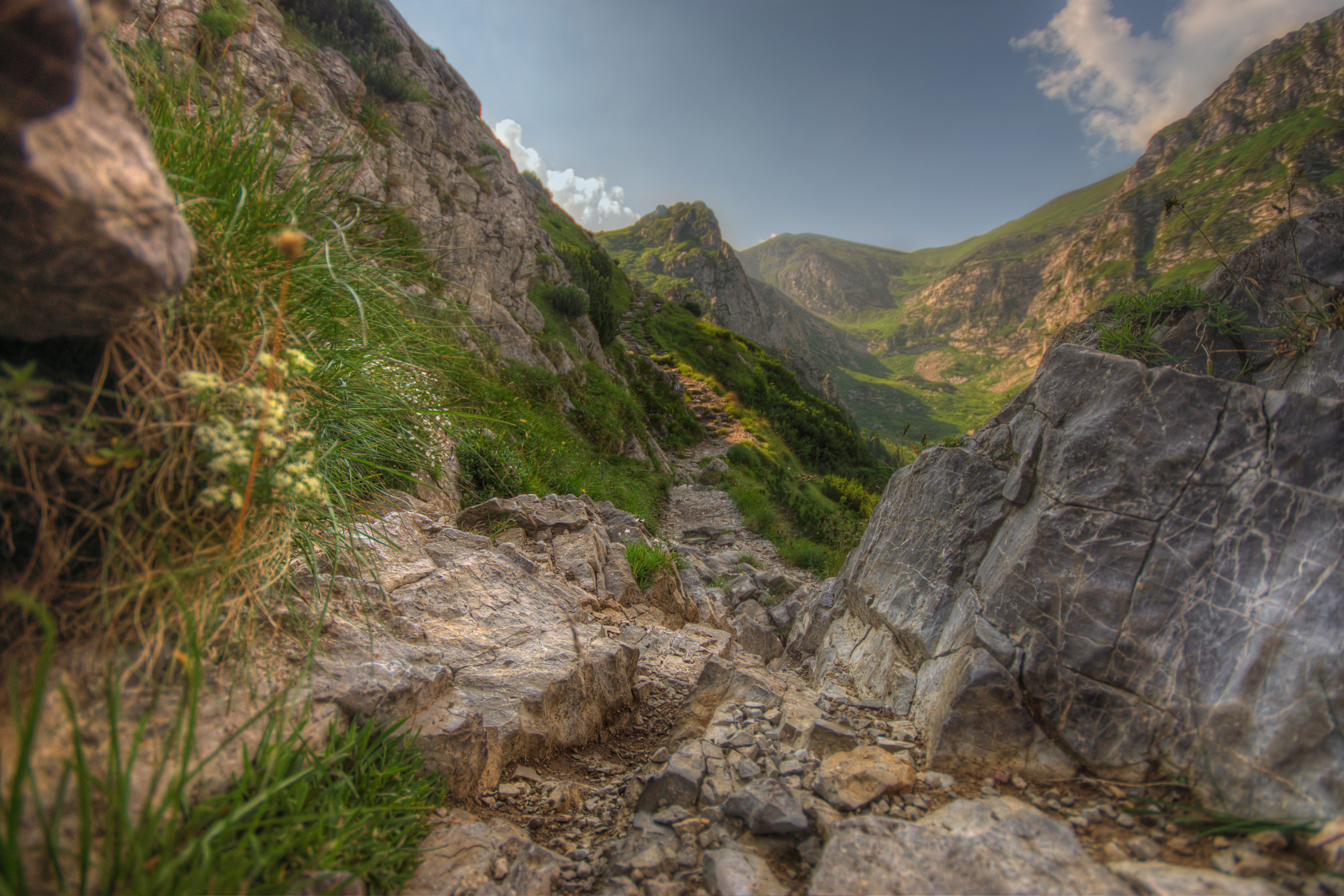
Wanderweg auf den Giewont

Die eiszeitlich durch Gletscher geformte Dolina Małej Łąki ist ein Tal in der polnischen Westtatra in der Woiwodschaft Kleinpolen. Das Tal befindet sich auf der Grenze zwischen den Gemeinden Zakopane und Kościelisko.

## Geographie
Das Tal ist rund 5,4 Kilometer lang und von über 2122 Meter hohen Bergen umgeben, u. a. dem Massiv des Czerwone Wierchy und des Giewont. Es hat eine Fläche von ungefähr 5,7 Quadratkilometern.
Das Tal fällt von Südwesten nach Nordosten von ungefähr 2122 Höhenmetern auf 930 Höhenmeter herab. Es wird vom Małołącki Potok durchflossen. Das Tal öffnet sich im Vortatragraben auf dem Gebiet des Kościeliskoer Ortsteils Gronik.
Im Tal befinden sich die längsten und tiefsten Höhlen Polens, die mehr als 23 Kilometer lange Jaskinia Wielka Śnieżna und die mehr als 13 km lange Śnieżna Studnia.

## Etymologie
Der Name lässt sich übersetzen als „Tal der kleinen Wiese“.

## Flora und Fauna
Das Tal liegt oberhalb und unterhalb der Baumgrenze und wird im oberen Bereich von Bergkiefern und im unteren Bereich von Nadelwald bewachsen. Das Tal ist Rückzugsgebiet für zahlreiche Säugetiere und Vogelarten.

## Klima
Im Tal herrscht Hochgebirgsklima.

## Almwirtschaft
Vor der Errichtung des Tatra-Nationalparks im Jahr 1954 wurde das Tal  für die Almwirtschaft genutzt. Danach wurden die Eigentümer der Almen enteignet bzw. zum Verkauf gezwungen. Ehemalige Almhütten befinden sich noch im Tal auf der Mała-Łąka-Alm.

## Tourismus
Durch das Tal führen zahlreiche Wanderwege von den umgebenden Bergpässen und Gipfeln. 
- ▬ Ein rot markierter Wanderweg führt von Gronik durch das Tal auf den Małołączniak.
- ▬ Ein gelb markierter Wanderweg führt von Gronik auf die Kopa Kondracka mit einer Abzweigung auf den Giewont.
- ▬ Ścieżka nad Reglami: Ein schwarz markierter Wanderweg führt vom Zakopaner Stadtteil Kuźnice durch das Tal ins Kościeliska-Tal.

## Panorama

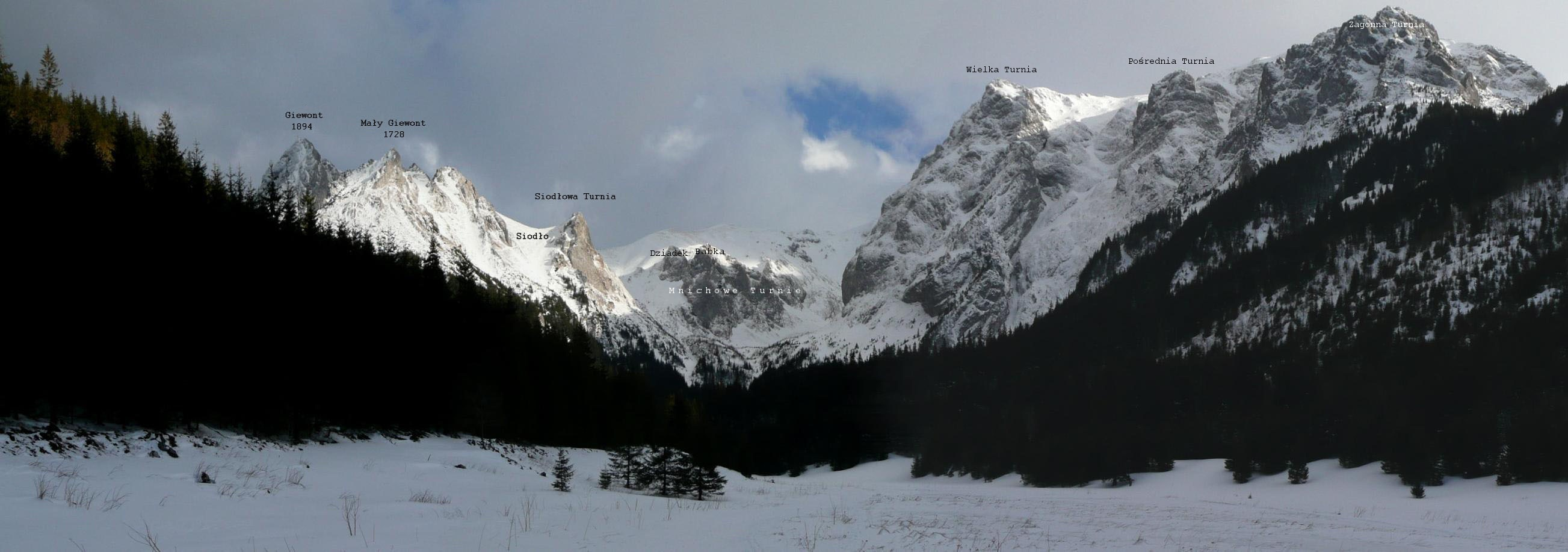
Alm Wielka Polana Małołącka mit Giewont im Hintergrund